# Nevermind (What Was It Anyway)
«Nevermind (What Was It Anyway)» es una canción y un sencillo de la banda Sonic Youth, publicado en 2000 por el sello Geffen Records. Es el único sencillo perteneciente al álbum NYC Ghosts & Flowers, y fue únicamente lanzado en Alemania.

## Lista de canciones
| N.º | Título                                                        | Duración |  |
| 1.  | «Nevermind (What Was It Anyway)» (Letra y voz por Kim Gordon) |          |  |
| 2.  | «Lightnin'» (En vivo; letra y voz por Kim Gordon)             |          |  |